# الیسا آگیلار
الیسا آگیلار (اسپانیایی: Elisa Aguilar‎؛ زادهٔ ۱۵ سپتامبر ۱۹۷۶) بازیکن بسکتبال زن اهل اسپانیا بود.
وی در مسابقات کشوری و بین‌المللی در مجموع برندهٔ ۱ مدال طلا، ۱ مدال نقره، ۴ مدال برنز شده‌است.